# Melle van Gemerden
Melle van Gemerden (ur. 9 maja 1979 w Amsterdamie) – holenderski tenisista, reprezentant w Pucharze Davisa.

## Kariera tenisowa
Karierę zawodową rozpoczął w 1998 roku, a zakończył w 2008 roku.
W grze pojedynczej wygrał dwa turnieje kategorii ITF Men's Circuit oraz jeden turniej kategorii ATP Challenger Tour. Najlepszym wynikiem Holendra w zawodach wielkoszlemowych jest awans do II rundy Wimbledonu z 2006 roku, gdzie wyeliminował Joshuę Goodalla, a przegrał z Mardym Fishem.
W grze podwójnej Melle van Gemerden triumfował w trzech imprezach kategorii ITF Men's Circuit i ATP Challenger Tour.
W 2005 i 2006 roku reprezentował Holandię w Pucharze Davisa, ponosząc trzy porażki w singlu i jedną w deblu.
W rankingu gry pojedynczej Melle van Gemerden najwyżej był na 100. miejscu (12 czerwca 2006), a w klasyfikacji gry podwójnej na 178. pozycji (4 kwietnia 2005).

### Zwycięstwa w turniejach ATP Challenger Tour w grze pojedynczej
| Końcowy wynik | Nr | Data          | Turniej      | Nawierzchnia | Przeciwnik      | Wynik finału |
| ------------- | -- | ------------- | ------------ | ------------ | --------------- | ------------ |
| Zwycięzca     | 1. | 10 lipca 2005 | Scheveningen | Ceglana      | Kristof Vliegen | 6:4, 6:3     |